# Орлович, Алексей Юрьевич
Алексей Юрьевич Орлович (бел. Аляксей Юр’евіч Арловіч; род. 22 августа 2002, Минск) — белорусский футболист, защитник клуба «Городея».

## Карьера
Воспитанник футбольной академии «Ислочи». Первым тренером футболиста был Виктор Викторович Сокол. В 2019 году футболист стал выступать за дублирующий состав клуба. Дебютный матч за основную команду клуба сыграл 22 ноября 2020 года в рамках Высшей лиги против жодинского «Торпедо-БелАЗ», выйдя на замену на последних минутах матча. В январе 2021 года футболист подписал свой первый профессиональный контракт с командой, который рассчитан сроком на 3 года. В последствии футболист продолжал выступать за дублирующий состав клуба.
В марте 2023 года футболист на права арендного соглашения перешёл в «Островец». Дебютировал за клуб 28 мая 2022 года в матче Кубка Беларуси против «Малориты», выйдя в стартовом составе и проведя на поле все 90 минут. За первую половину сезона футболист больше не провёл ни одного матча в составе клуба и в июне 2022 года покинул клуб, прекратив арендное соглашение по соглашению сторон.
В июле 2022 года отправился в аренду в дзержинский «Арсенал». Выступал за дублирующий состав клуба. В концовке сезона стал попадать в заявку на матчи с основной заявкой, однако так за неё и не дебютировал. За дубль клуба сыграл в 15 матчах. В декабре 2022 года покинул клуб по окончании срока арендного соглашения. По возвращении в «Ислочь» футболист начал подготовку к новому сезону с дублирующим составом клуба. В январе 2023 года футболист покинул клуб, расторгнув контракт по соглашению сторон.
В январе 2023 года футболист проходил просмотр в «Молодечно-2018», однако затем футболист покинул распоряжение клуба. В феврале 2023 года футболист находился в распоряжении «Макслайна». В марте 2023 футболист присоединился к «Осиповичам». Дебютировал за клуб 1 апреля 2023 года в матче против «Лиды», выйдя на поле в стартовом составе. На протяжении всего сезона футболист был ключевым игроком клуба, вместе с которым закончил чемпионат на итоговом последнем месте, вылетев во Вторую лигу.
В апреле 2024 года футболист перешёл в «Слоним-2017». Дебютировал за клуб футболист 6 апреля 2024 года в матче против бобруйской «Белшины», выйдя на поле в стартовом составе. В июле 2024 года футболист покинул клуб, расторгнув контракт. Однако затем футболист в конце июля 2024 года снова вернулся в клуб, с которым доиграл до конца сезона. В начале 2025 года футболист стал игроком «Городеи».